# Капсихорская бухта
Капсихорская бухта — слабо выраженная бухта в восточной части Южного берега Крыма у села Морское.

## Описание
Бухта получила название в честь исторического села Капсихор.
Расположена к востоку от мыса Башенный и к западу от мыса Ай-Фока, получившем название по селению, возникшему здесь в IX в. с храмом, посвященном святому Фоке. Помимо этих мысов, ограничивающих Капсихорскую бухту с запада и востока, в акватории также есть мысы Партизанский и Генуэзский. Последний образован в апреле-мае 1967 года глетчеровидным Генуэзским оползнем шириной 315 метров, выдвинувшимся в море на 10-15 метров со стороны урочища Аунлар.
Оборудованная пристань у села Морское разрушилась в 2013 году.

## Гидрография
В Капсихорскую бухту впадают реки Чобан-Куле-Узень в районе мыса Башенный, а также Ворон около мыса Ай-Фока и Шелен в Капсихорской долине. Для Шелена, имеющего сток только весной и после ливней, характерны весенние селевые паводки. Так, в 1956 году сель образовал в устье реки косу, выходящую в Капсихорскую бухту на 41 м.

## История
В 1793 году Петром Палласом было составлено первое известное описание Капсихорской бухты:
Долина Капсихора, богатая садами и виноградниками, с самым приятным положением — около полутора верст от моря, между горами — открывается к бухте, образующей прибрежье между мысом Чобан-кале и горами, выдавшимися в море между этим местом и Кутлаком. Это — бухта, не имеющая подводных скал, очень удобна для рыбной ловли. Ручей Шелен, поблизости которого лежит деревня этого имени, высоко в горах, в девяти верстах от моря, течет мимо Капсихора в море..

В 1890-х годах в путеводителе Николая Головкинского описаны лечебные свойства чёрного вулканического песка Капсихорской бухты
Деревня Капсихор богата садами и заметна еще издали по густой зелени старых орехов, растущих у морского берега. Здесь летом татары лечили больных песчаными ваннами. Больного закапывали в нагретый солнцем песок, оставляя открытой только голову, которую затеняли покрывалом или зонтиком..

## Галерея

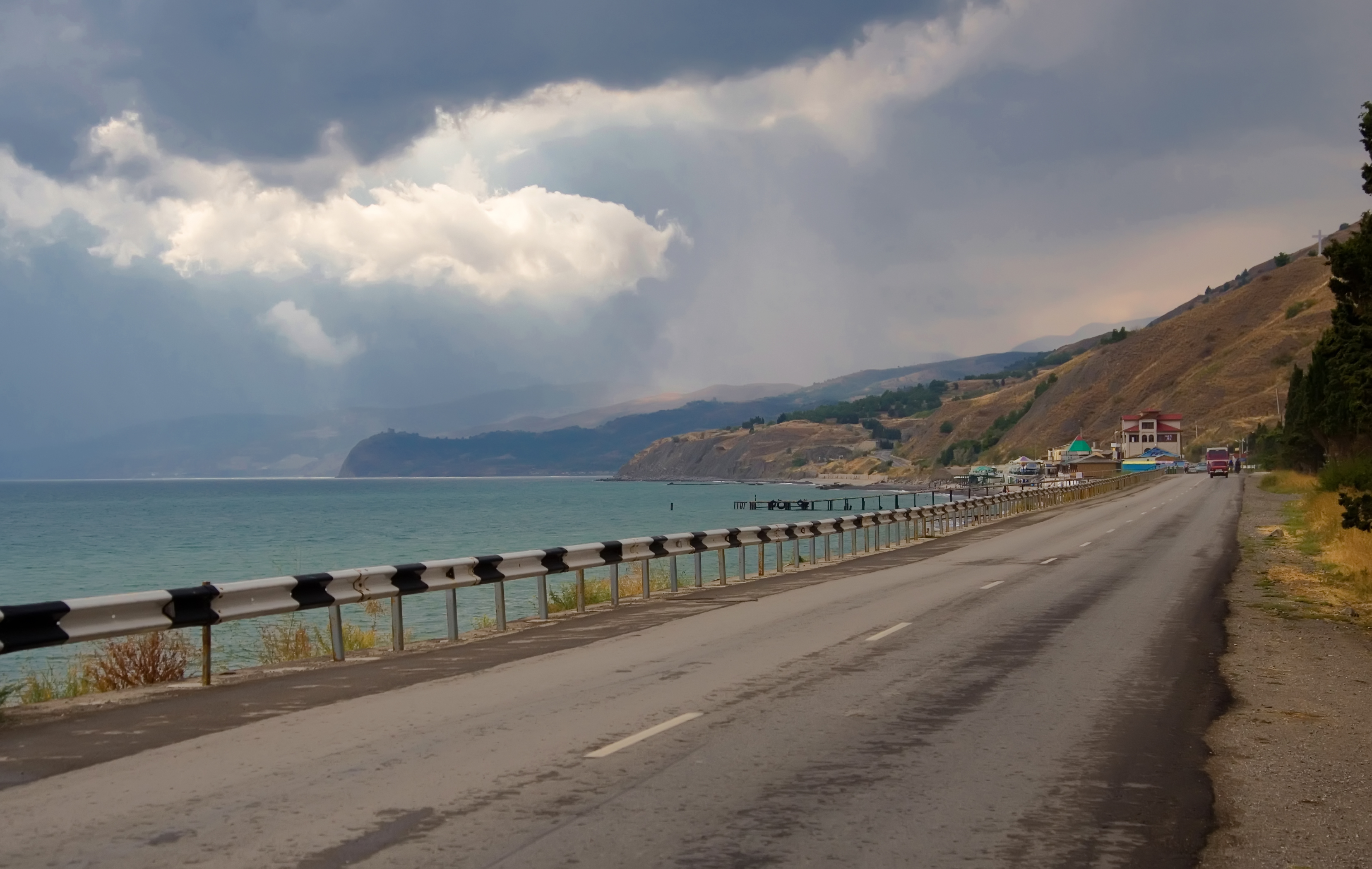
Капсихорская бухта со стороны автодороги Судак-Алушта
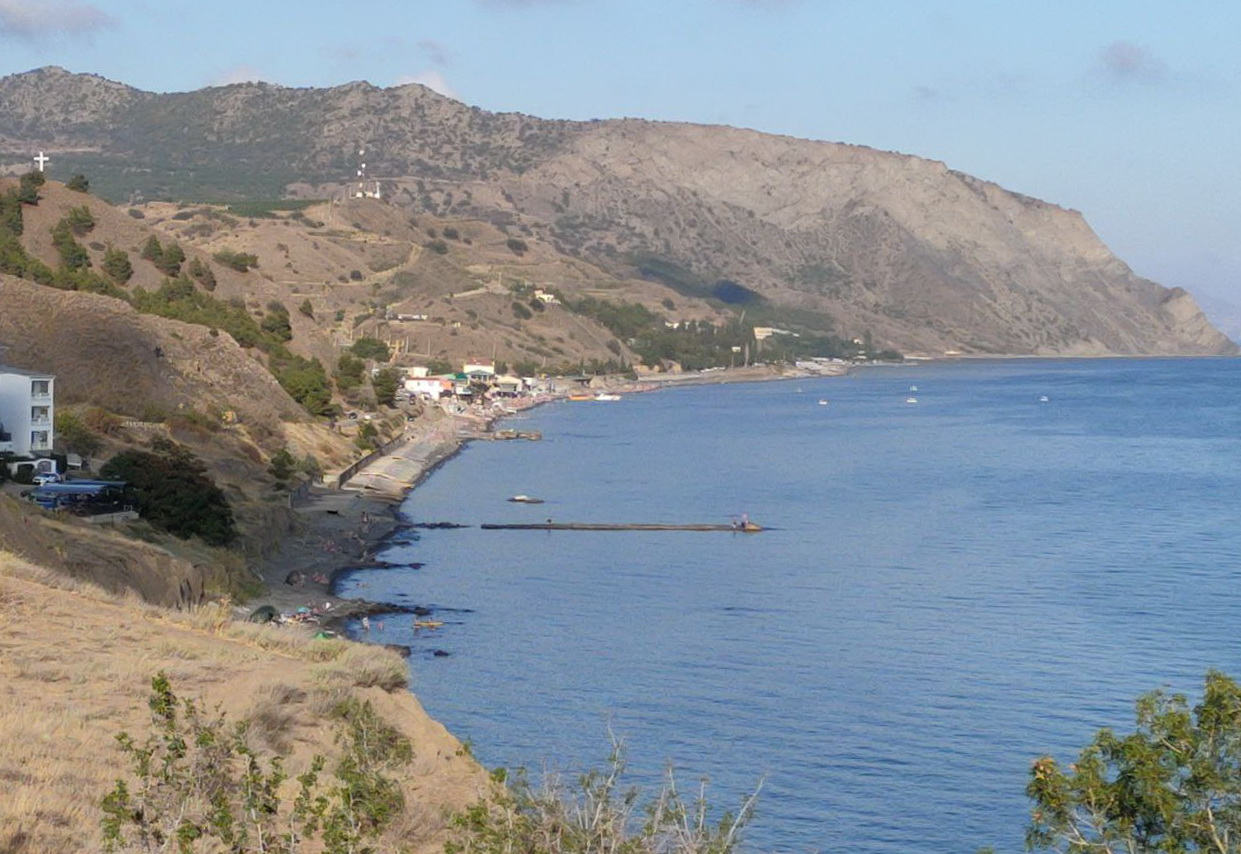
Капсихорская бухта со стороны мыса Партизанский
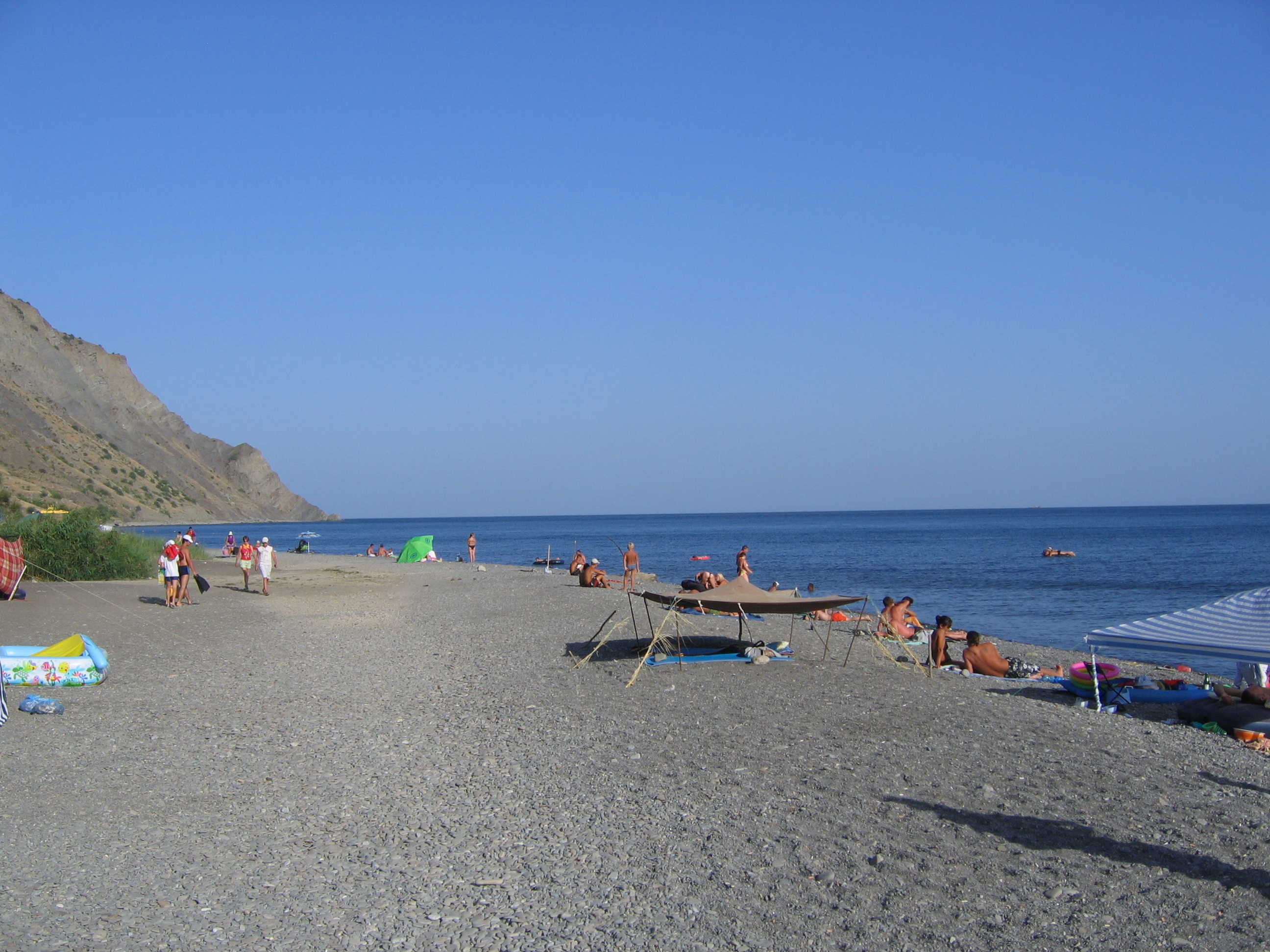
Пляж в Капсихорской бухте с черным вулканическим песком у мыса Ай-Фока (мыс)